# Boonen and Friends Charity cyclocross
De Boonen and Friends Charity cyclocross is een Belgische cyclocrosswedstrijd voor wegrenners.
Het is een project georganiseerd door profwielrenner Tom Boonen ten voordele van Move to Improve vzw. De wedstrijd gaat sinds 2009 door op het recreatiedomein Zilvermeer in Mol. Wegrenners zakken dan voor het goede doel naar Mol af om voor één keer het veld in te duiken. 
Boonen weet ieder jaar een tal van collega's te overtuigen om deel te nemen aan het unieke evenement. In het verleden zegden onder meer renners als Filippo Pozzato, André Greipel, Greg Van Avermaet, Alessandro Ballan, Jakob Fuglsang en Peter Sagan toe.
Sinds 2010 wordt een uur voor de start van de profs ook een 'kampioenencross' voor ex-veldrijders gehouden.
Na vijf edities werd er door organisator Wilfried Peeters beslist om een sabbatjaar te houden. Daarom vond de zesde editie in 2014 niet plaats.

## Erelijst ex-renners
- 2010:  Erwin Vervecken
- 2011:  Erwin Vervecken
- 2012:  Erwin Vervecken
- 2013:  Arne Daelmans
- 2015:  Geert Wellens